# Alеksandra Fеjgin
Aleksandra Fejgin, bułg. Александра Фейгин (ur. 22 grudnia 2002 w Jerozolimie) – bułgarska łyżwiarka figurowa, startująca w konkurencji solistek. Uczestniczka igrzysk olimpijskich (2022), uczestniczka mistrzostw świata i Europy, medalistka zawodów z cyklu Challenger Series oraz czterokrotna mistrzyni Bułgarii (2017, 2019–2021).

## Osiągnięcia
| Zawody                                | 13–14          | 14–15          | 15–16          | 16–17          | 17–18          | 18–19          | 19–20          | 20–21          | 21–22          | 22–23          |                |                |                |                |                |                |                |
| Międzynarodowe                        | Międzynarodowe | Międzynarodowe | Międzynarodowe | Międzynarodowe | Międzynarodowe | Międzynarodowe | Międzynarodowe | Międzynarodowe | Międzynarodowe | Międzynarodowe | Międzynarodowe | Międzynarodowe | Międzynarodowe | Międzynarodowe | Międzynarodowe | Międzynarodowe | Międzynarodowe |
| ------------------------------------- | -------------- | -------------- | -------------- | -------------- | -------------- | -------------- | -------------- | -------------- | -------------- | -------------- | -------------- | -------------- | -------------- | -------------- | -------------- | -------------- | -------------- |
| Zimowe igrzyska olimpijskie           |                |                |                |                |                |                |                |                | 24             |                |                |                |                |                |                |                |                |
| Mistrzostwa świata                    |                |                |                |                |                | 17             | C              | 17             | 28             | 24             |                |                |                |                |                |                |                |
| Mistrzostwa Europy                    |                |                |                |                |                | 11             | 17             | C              | 19             | 18             |                |                |                |                |                |                |                |
| CS Budapest Trophy                    |                |                |                |                |                |                |                | 3              |                |                |                |                |                |                |                |                |                |
| CS Nebelhorn Trophy                   |                |                |                |                |                |                | 4              |                |                |                |                |                |                |                |                |                |                |
| Crystal Skate of Romania              |                |                |                |                |                | 1              |                |                |                |                |                |                |                |                |                |                |                |
| Denkowa-Stawiski Cup                  |                |                |                |                |                |                | 1              |                |                |                |                |                |                |                |                |                |                |
| EduSport Trophy                       |                |                |                |                |                |                | 2              |                |                |                |                |                |                |                |                |                |                |
| Memoriał Dienisa Tiena                |                |                |                |                |                |                | 3              |                |                |                |                |                |                |                |                |                |                |
| Skate Victoria                        |                |                |                |                |                | 2              |                |                |                |                |                |                |                |                |                |                |                |
| Sofia Trophy                          |                |                |                |                |                | 1              | 1              | 2              |                |                |                |                |                |                |                |                |                |
| Tallink Hotels Cup                    |                |                |                |                |                |                |                | 4              |                |                |                |                |                |                |                |                |                |
| Międzynarodowe: Kategorie młodzieżowe |                |                |                |                |                |                |                |                |                |                |                |                |                |                |                |                |                |
| Mistrzostwa świata juniorów           |                |                |                | 25             | 15             | 22             |                |                |                |                |                |                |                |                |                |                |                |
| JGP na Białorusi                      |                |                |                |                | 13             |                |                |                |                |                |                |                |                |                |                |                |                |
| JGP w Czechach                        |                |                |                | 15             |                |                |                |                |                |                |                |                |                |                |                |                |                |
| JGP w Kanadzie                        |                |                |                |                |                | 8              |                |                |                |                |                |                |                |                |                |                |                |
| JGP na Słowacji                       |                |                |                |                |                | 11             |                |                |                |                |                |                |                |                |                |                |                |
| JGP we Słowenii                       |                |                |                | 9              |                |                |                |                |                |                |                |                |                |                |                |                |                |
| JGP w Stanach Zjednoczonych           |                |                |                |                |                |                | 11             |                |                |                |                |                |                |                |                |                |                |
| JGP we Włoszech                       |                |                |                |                | 15             |                |                |                |                |                |                |                |                |                |                |                |                |
| Black Sea IG                          |                |                |                |                |                |                | 1 J            |                |                |                |                |                |                |                |                |                |                |
| Coppa Europa                          |                |                |                | 1 J            | 1 J            |                |                |                |                |                |                |                |                |                |                |                |                |
| Denkowa-Stawiski Cup                  | 1 N            | 2 N            | 2 N            | 1 J            | 1 J            |                |                |                |                |                |                |                |                |                |                |                |                |
| Lombardia Trophy                      |                |                | 2 N            |                |                |                |                |                |                |                |                |                |                |                |                |                |                |
| Memoriał Hellmuta Seibta              |                |                | 1 N            |                |                |                |                |                |                |                |                |                |                |                |                |                |                |
| Memoriał Leu Scheu                    |                | 4 N            |                |                |                |                |                |                |                |                |                |                |                |                |                |                |                |
| NRW Trophy                            |                |                |                | 9 J            |                | 1 J            |                |                |                |                |                |                |                |                |                |                |                |
| Open Ice Mall Cup                     |                |                |                |                | 1 J            |                |                |                |                |                |                |                |                |                |                |                |                |
| Santa Claus Cup                       |                |                | 2 N            |                |                |                |                |                |                |                |                |                |                |                |                |                |                |
| Skate Celje                           |                | 2 N            |                |                |                |                |                |                |                |                |                |                |                |                |                |                |                |
| Skate Helena                          | 1 N            | 1 N            |                | 1 J            |                |                |                |                |                |                |                |                |                |                |                |                |                |
| Sofia Trophy                          |                |                | 1 N            | 2 J            | 1 J            |                |                |                |                |                |                |                |                |                |                |                |                |
| Sportland Trophy                      | 1 N            |                |                |                |                |                |                |                |                |                |                |                |                |                |                |                |                |
| Tallinn Trophy                        |                |                | 1 N            |                |                |                |                |                |                |                |                |                |                |                |                |                |                |
| Volvo Open Cup                        |                |                |                | 4 J            |                |                |                |                |                |                |                |                |                |                |                |                |                |
| Mistrzostwa krajów bałkańskich        |                |                |                |                | 1 J            |                |                |                |                |                |                |                |                |                |                |                |                |
| Krajowe                               |                |                |                |                |                |                |                |                |                |                |                |                |                |                |                |                |                |
| Mistrzostwa Bułgarii                  | 1 J            | 1 J            | 1 J            | 1              | 1 J            | 1              | 1              | 1              |                |                |                |                |                |                |                |                |                |

## Programy
| Sezon   | Program krótki (SP) | Program dowolny (FS) |
| ------- | --- | --- |
| 2020–21 | - Lista Schindlera medley – John Williams - Horizons – Ashram                                                                      | - Moonlight – Jennifer Thomas, Viktoria Tocca - Sonata Księżycowa – Ludwig van Beethoven - Grand Budapest Hotel medley – Alexandre Desplat - Passagers – Les 7 Doigts |
| 2019–20 | - Lista Schindlera medley – John Williams - Horizons – Ashram                                                                      | - Grand Budapest Hotel medley – Alexandre Desplat - Passagers – Les 7 Doigts                                                                                          |
| 2018–19 | - Minnie the Moocher – Cab Calloway - Jailhouse Rock – Elvis Presley - Lista Schindlera medley – John Williams - Horizons – Ashram | - The Nutcracker – Piotr Czajkowski - Grand Budapest Hotel medley – Alexandre Desplat - Passagers – Les 7 Doigts                                                      |
| 2017–18 | - Minnie the Moocher – Cab Calloway - Jailhouse Rock – Elvis Presley                                                               | - Alicja po drugiej stronie lustra medley – Danny Elfman - Just Like Fire – Pink                                                                                      |
| 2016–17 | - La Cumparsita – Milva - Elvis Presley medley                                                                                     | - Alicja po drugiej stronie lustra medley – Danny Elfman - Just Like Fire – Pink - Tango                                                                              |